# Ірак на літніх Олімпійських іграх 2016
Ірак на літніх Олімпійських іграх 2016 представляли 23 спортсмени в 5 видах спорту. Жодної медалі олімпійці Іраку не завоювали.

## Бокс
| Спортсмен        | Категорія           | 1/16 фіналу          | 1/8 фіналу         | Чвертьфінали       | Півфінали          | Фінал              | Фінал           |
| Спортсмен        | Категорія           | Суперник Результат   | Суперник Результат | Суперник Результат | Суперник Результат | Суперник Результат | Місце           |
| ---------------- | ------------------- | -------------------- | ------------------ | ------------------ | ------------------ | ------------------ | --------------- |
| Вахід Абдул-Ріда | до 75 кг (чоловіки) | Родрігес (MEX) L 0–3 | Завершив виступ    | Завершив виступ    | Завершив виступ    | Завершив виступ    | Завершив виступ |

## Футбол
Підсумок

Легенда:
- A.E.T – After extra time.
- P – долю матчу вирішила серія післяматчевих пенальті.

| Команда    | Дисципліна       | Груповий етап      | Груповий етап      | Груповий етап      | Груповий етап | Чвертьфінал        | Півфінал           | Фінал / БМ         | Фінал / БМ |
| Команда    | Дисципліна       | Суперник Результат | Суперник Результат | Суперник Результат | Місце         | Суперник Результат | Суперник Результат | Суперник Результат | Місце      |
| ---------- | ---------------- | ------------------ | ------------------ | ------------------ | ------------- | ------------------ | ------------------ | ------------------ | ---------- |
| Iraq men's | чоловічий турнір | Данія D 0–0        | Бразилія D 0–0     | ПАР D 1–1          | 3             | Завершив виступ    | Завершив виступ    | Завершив виступ    | 12         |

### Чоловічий турнір
Склад команди
Шаблон:2016 Summer Olympics Iraq men's football team roster
Груповий етап
Футбол на літніх Олімпійських іграх 2016 — чоловічий турнір – Group A
Шаблон:Чоловічий турнір з футболу на літніх Олімпійських іграх 2016, гра A1
Шаблон:Чоловічий турнір з футболу на літніх Олімпійських іграх 2016, гра A4
Шаблон:Чоловічий турнір з футболу на літніх Олімпійських іграх 2016, гра A6

## Дзюдо
| Спортсмен         | Категорія           | 1/16 фіналу        | 1/8 фіналу                | Чвертьфінали       | Півфінали          | Втішний поєдинок   | Фінал / БМ         | Фінал / БМ      |
| Спортсмен         | Категорія           | Суперник Результат | Суперник Результат        | Суперник Результат | Суперник Результат | Суперник Результат | Суперник Результат | Місце           |
| ----------------- | ------------------- | ------------------ | ------------------------- | ------------------ | ------------------ | ------------------ | ------------------ | --------------- |
| Хусейн Аль-Аамері | до 81 кг (чоловіки) | Bye                | Кібікай (GAB) L 000–000 S | Завершив виступ    | Завершив виступ    | Завершив виступ    | Завершив виступ    | Завершив виступ |

## Академічне веслування
| Спортсмен            | Дисципліна          | Заїзди  | Заїзди | Втішний заплив | Втішний заплив | Чвертьфінали | Чвертьфінали | Півфінали | Півфінали | Фінал   | Фінал |
| Спортсмен            | Дисципліна          | Час     | Місце  | Час            | Місце          | Час          | Місце        | Час       | Місце     | Час     | Місце |
| -------------------- | ------------------- | ------- | ------ | -------------- | -------------- | ------------ | ------------ | --------- | --------- | ------- | ----- |
| Мохаммед Аль-Хафаджі | одиночки (чоловіки) | 7:25.04 | 5 R    | 7:14.38        | 2 QF           | 8:29.76      | 6 SC/D       | 7:48.31   | 6 FD      | 7:03.73 | 21    |

Пояснення до кваліфікації: FA=Фінал A (за медалі); FB=Фінал B (не за медалі); FC=Фінал C (не за медалі); FD=Фінал D (не за медалі); FE=Фінал E (не за медалі); FF=Фінал F (не за медалі); SA/B=Півфінали A/B; SC/D=Півфінали C/D; SE/F=Півфінали E/F; QF=Чвертьфінали; R=Потрапив у втішний заплив

## Важка атлетика
| Спортсмен            | Категорія            | Ривок     | Ривок | Поштовх   | Поштовх | Загалом | Місце |
| Спортсмен            | Категорія            | Результат | Місце | Результат | Місце   | Загалом | Місце |
| -------------------- | -------------------- | --------- | ----- | --------- | ------- | ------- | ----- |
| Салван Джассім Аббуд | до 105 кг (чоловіки) | 180       | 8     | 214       | 10      | 394     | 9     |